# سفينة إنزال دبابات

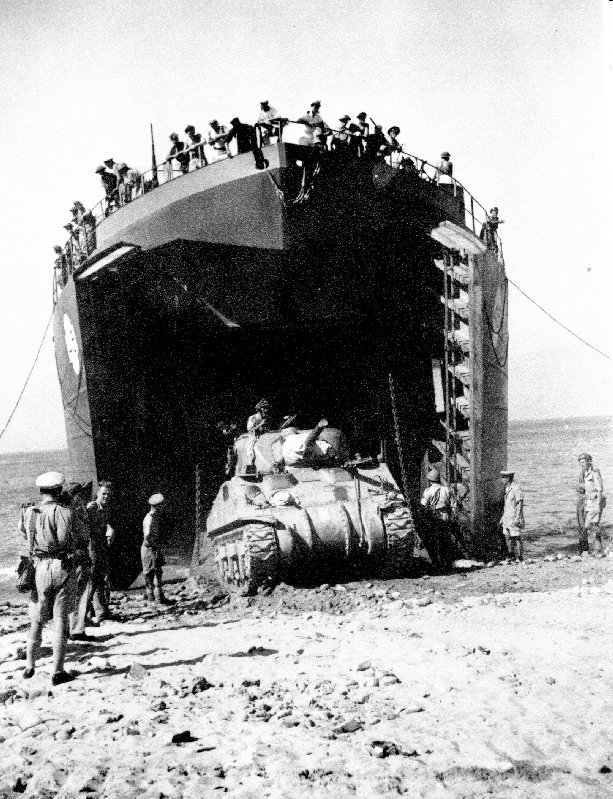
سفينة الإنزال الكندية تنزل إم 4 شيرمان خلال غزو صقلية في عام 1943

سفينة إنزال دبابات هي تسمية بحرية للسفن التي تم تطويرها لأول مرة خلال الحرب العالمية الثانية (1939-1945) لدعم العمليات البرمائية عن طريق حمل الدبابات والمركبات والبضائع وقوات الإنزال مباشرة على الشاطئ دون الحاجة لرصيف بحري. هذا مكّن الهجمات البرمائية على أي شاطئ تقريبًا. خدم هذا النوع من السفن في جميع أنحاء العالم خلال الحرب العالمية الثانية بما في ذلك في حرب المحيط الهادئ وفي المسرح الأوروبي.
تم بناء أول سفنة إنزال للدبابات وفقًا للمتطلبات البريطانية من خلال تحويل السفن الحالية تعاونت المملكة المتحدة والولايات المتحدة على تصميم مشترك. تم صنع أكثر من 1000 سفينة من هذا النوع في الولايات المتحدة أثناء الحرب العالمية الثانية لاستخدامها من قبل الحلفاء؛ أنتجت المملكة المتحدة وكندا ثمانين إضافية.